# (63305) Bobkepple
(63305) Bobkepple (2001 FE) – planetoida z grupy pasa głównego asteroid okrążająca Słońce w ciągu 5,72 lat w średniej odległości 3,2 j.a. Odkryta 17 marca 2001 roku.